# Байтарки
Байтарки (рос. Байтарки) — село у Ножай-Юртовському районі Чечні Російської Федерації.
Населення становить 1660 осіб. Входить до складу муніципального утворення Байтаркінське сільське поселення.

## Історія
Згідно із законом від 20 лютого 2009 року органом місцевого самоврядування є Байтаркінське сільське поселення.

## Населення
| 1990 | 2002  | 2010  |
| ---- | ----- | ----- |
| 936  | ↗1573 | ↗1660 |